# N594 (België)
De N594 is een gewestweg in België die een verbinding vormt tussen N53 - N593 in Chimay. De lengte van de weg bedraagt ongeveer 850 meter.

## Traject
De N594 loopt vanaf de N53 (Chaussée de Mons) in Chimay naar het zuidwesten via Rue du Grand Prix Des Frontières naar de N593 (Rue de la Plate Pierre).